# Clemson
Clemson est une ville de Caroline du Sud située dans le comté de Pickens. Clemson a une population de 12 364 habitants.

## Historique
La ville de Calhoun a été renommée Clemson en 1943.

## Transport
Clemson possède une gare Amtrak (Clemson Amtrak station, code : CSN).
L'aéroport de Clemson est commun avec le comté d'Oconee (Clemson-Oconee County Airport, code AITA : CEU).

## Éducation
Clemson possède une université (Clemson University).

### Sport universitaire
L'Université de Clemson possède un club omnisports, les Clemson Tigers, fameux notamment pour son équipe de football américain. Le stade de l'université s'appelle le Memorial Stadium.

## Démographie
| 1940 | 1950  | 1960  | 1970  | 1980  | 1990   |
| ---- | ----- | ----- | ----- | ----- | ------ |
| 761  | 1 204 | 1 587 | 6 690 | 8 118 | 11 096 |

| 2000   | 2010   | - | - | - | - |
| ------ | ------ | - | - | - | - |
| 11 939 | 13 905 | - | - | - | - |